# Дражинци
Дра̀жинци е село в Северозападна България. То се намира в община Ружинци, област Видин.

## География
Селото е разположено по средното течение на река Лом. Реката го заобикаля от 3 страни. По шосейния път Лом – Белоградчик селото е свързано със солиден мост. От четвъртата страна на селото се намира „Брега“ – не много високо, но живописно предпланинско възвишение.

## История
Легенда разказва, че името на селото идва от козар на име Дражо. Бродейки из гъстите гори, той открива хубава местност до изворна вода и с река. Мястото на първите заселници (фамилията на Дражо) е около и сега съществуващата (естествено не в първоначалния си вариант) Горна чешма. Впоследствие и други фамилии от старото село на Дражо се заселват на това място и така се създава село Дражинци. Друга легенда разказва, че Дражо загубил козите си. Търсейки ги, открива мястото на бъдещото село. Това би трябвало да е станало в края на 15 или началото на 16 век. Старото село се е намирало на мястото, където днес има микроязовир – между Черно поле и Дражинци. Рекичката, даваща началото на язовира, се нарича Дражинска бара.
Друга версия е, че дражинчани са преселници от Черно поле, което личи по старите родови връзки с това село. Самото Черно поле се споменава в турските регистри за данъци от 1610 година, като голямо село. Във всеки случай селото е от 16 век. На мястото на старото селище след Кримската война са били настанени черкези (на мястото на язовира). Тяхното село е просъществувало до Освобождението, след което те се изселват в Мала Азия.
По време на колективизацията в селото е създадено ТКЗС „Лисенко“ по името на съветския псевдоучен Трофим Лисенко.

## Население
Преброяване на населението през 2011 г.
Численост и дял на етническите групи според преброяването на населението през 2011 г.:
|                     | Численост | Дял (в %) |
| Общо                | 179       | 100,00    |
| Българи             | 169       | 94,41     |
| Турци               | 0         | 0,00      |
| Цигани              | 10        | 5,58      |
| Други               | 0         | 0,00      |
| Не се самоопределят | 0         | 0,00      |
| Неотговорили        | 0         | 0,00      |

## Религии
Православни християни.

## Обществени институции
Кметство, здравна служба, поща.
В селото функционира кръчма с магазин. В центъра на селото има парк „Градинката“ с камбанария и чешма. В миналото е имало училище и детска градина, но са разрушени. От тези тухли по ирония на съдбата е изградена църквата „Свети Спас“. В миналото е имало стадион и местен ФК „Ураган“ (до 1965 г. ФК „Урожай“). По-големи административни сгради в селото са читалището, което не функционира, с кметството и фурната, която също не работи.

## Забележителности
На 18 септември 2010 г. с благословението на Негово Високопреосвещенство Видински митрополит Дометиан е извършено тържественото освещаване на новоизградения храм „Свети Спас“. Първата копка е направена на 17 февруари 2007 г. от Видинския митрополит Дометиан.
Имало е няколко оброчища. Едното е било над селото в местността „Двете дръвя“. Обручният кръст лежи неизползваем до козарника на Горния край. Интересни са двете чешми – Горната и Долната.
Над селото до местността Чафкин брег има местност, наречена Избите. Там в огромни бурета, заровени в земята, селяните са криели виното си от акцизните. И до днес личат местата, където са били заровени бурета от по няколко тона.
В района на язовира се намира „Хайдушкото кладенче“. Вероятно там е бил лагерът на Панайот Хитов при преминаването му с чета от Сърбия до Чипровския манастир. Самият Хитов посочва в спомените си: „…преминахме от Зайчар през Тимока и се спряхме за два дни на Бойница. След това от там стигнахме до Гайтанци, Акчар, Черно Поле, Превала и стигнахме Чипровци.“ В споменатия маршрут войводата цитира само местата, на които денем са правили лагери.
Интересно е и циганското гробище (на цигани мохамедани, отдавна изселили се от селото; вероятно само една фамилия на покойните баба Тала и дядо Осман са останали в селото). Самото гробище отдавна е разкопано от иманяри.
Между Дражинци и Бело поле се намира красива местност на около 600 метра от река Лом – Лъката – с вековни липи. Река Лом, частта от нея, която преминава през землището на Дражинци е красива с дълбоки вирове и много риба – клен, скобар, кротушка, мряна и уклей. Над селото е и язовира, също подходящ за риболов. През май около него изобилства от божури.
Реката предлага чудесни вирове за къпане, плаж и риболов. В реката има и миди, а допреди години и раци. В горите и местностите има видове като фазан, яребица, пъдпъдък, заек, лисица, белка, златка, язовец, рядко сърна и диво прасе. Идват през зимата също вълци и чакали, но рядко. Има още таралежи, костенурки, тритони, както и почти всички видове птици, характерни за региона.
Горите са от бук, дъб, бор, а има и брезова и елова горички. Около реката – тополи, плачещи върби, ива, ракита, ясен, трепетлика и др. Има дренки, търносливки, акация, липа, лешник и др.

## Редовни събития
- Събор на селото – 1 май.

## Личности
- Страхил Младенов (р. 1927), генерал-лейтенант

## Други

### Кухня
Като рецепти, кухнята е характерна за този регион. Консумира се всичко, което се отглежда в оборите и в градините. Характерно е гледането на прасета, кози и гъски. Отглеждат се и пуйки. Почти всяко домакинство има по 2 до 3 кози. Отглеждат се овце и крави, кокошки и патици. Рибата също присъства на трапезата на дражинчани.
В своята книга „Жива старина“ големият български изследовател и писател Димитър Маринов в раздела „Храна на българина в Северозападна България“ прилага следната рецепта за саламура с риба от село Дражинци, разказан от баба Вела. Рибата (мряна) се пече на жар, после се слага в пръстена паница близо до огъня „да се доготви“. Полива се с оцет, счукан чесън и се консумира.
Отглеждат се дини и пъпеши, домати, чушки, краставици, картофи, лук, зеле, ягоди и малини. От плодните дръвчета има кайсии, праскови, ябълки, круши, сливи, дюли, а в някои дворове се отглеждат и смокини. Почти във всеки двор, както и около селото има орехови дървета. Около лозята се отглеждат череши и вишни. От сортовете грозде, предпочитани са белият и черният отел, памидът и виалата за аромат. Има асми с болгар. В храсталаците на гората има и къпини. В този район виреят и диви круши. През пролетта има гъби – ливадни печурки, сърнели и челядинки.

### Архитектура
В селото къщите са с мазе отдолу и с по 5 – 6 стаи горе, като имат по 2 входа – параден с антре и вътрешен. Къщите са високи и здрави, строени предимно от дражински майстори. Запазени са едва 30-ина къщи от по-масивните и по-малките от началото на 20 век. Почти във всяко домакинство освен новата къща има и по-малка с 2 стаи, която се ползва за кухня и помещение за лека следобедна дрямка.
Характерен е и салонът, изграден между старата и новата къща. Той е бетонен, по-рядко тухлен, като за странични стени се използват стените на старата и новата къща. Тези салони имат много интересна функция – побират до 20 – 30 души по време на сборове и други празници, а когато почине човек, което се случва доста често сред вече застаряващото население, салонът се използва за последена почит на покойника. До салоните е пристроена и банята на домакинството.